# Aegialia hybrida
Aegialia hybrida är en skalbaggsart som beskrevs av Edmund Reitter 1892. Aegialia hybrida ingår i släktet Aegialia och familjen Aegialiidae. Inga underarter finns listade i Catalogue of Life.